# SupAir
SupAir oder Sup'Air ist die Bezeichnung einer Spielform des Paintball, bei der auf einer flachen Ebene mit künstlichen Hindernissen gespielt wird. Der Name stammt vom Erfinder des SupAir – „Adrenaline Games“. Paintball-Turniere finden heutzutage fast ausschließlich nach diesem Muster statt.

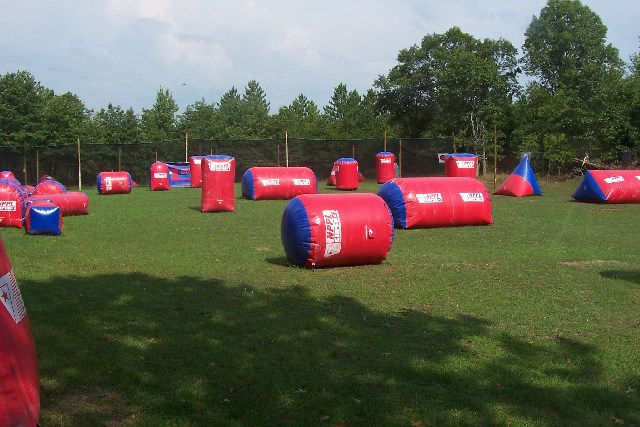
SupAir-Spielfeld

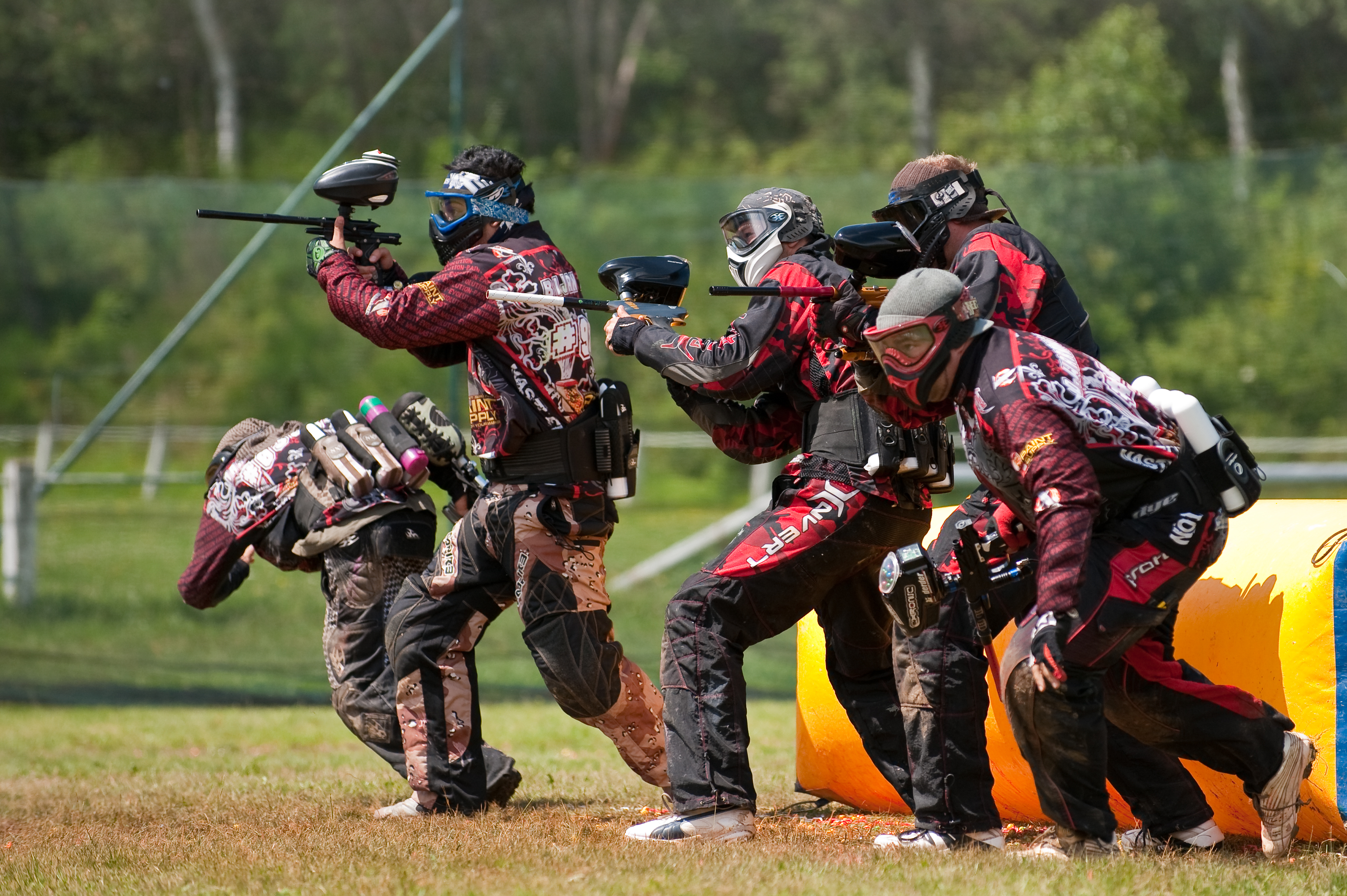
Spieler kurz nach dem Startsignal

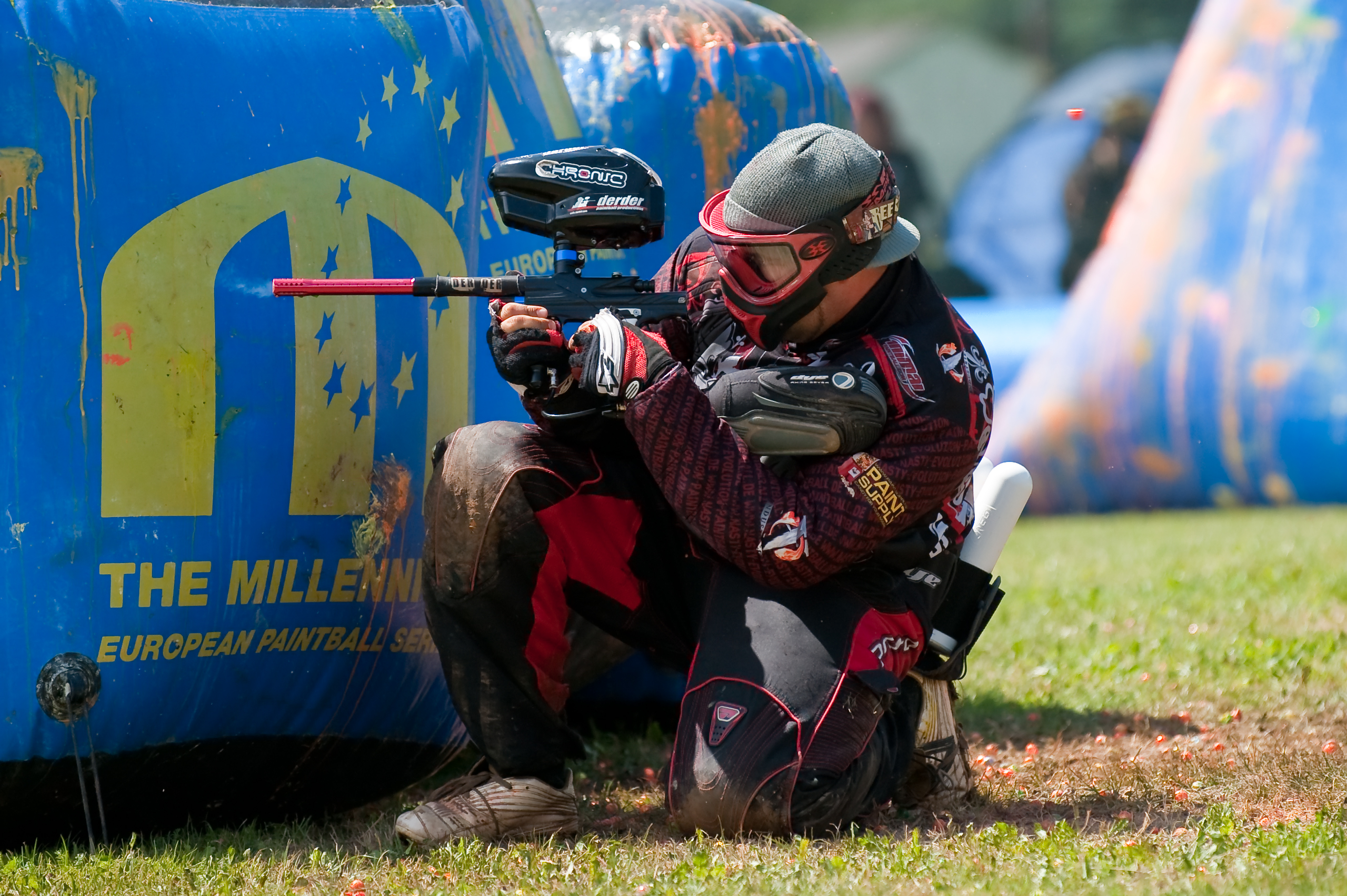
Spieler unter Beschuss

## Das Spielfeld
Das SupAir-Feld ist eine möglichst ebene rechteckige Fläche, auf der mehrere Deckungen (sogenannte Bunker) symmetrisch auf beiden Spielfeldhälften aufgestellt sind. Diese werden mit Luft gefüllt (vergleichbar mit Hüpfburgen für Kinder) und haben verschiedene Formen wie z. B. Tonnen, Tetraeder, Quader, Kegel, Buchstaben (z. B. X), und viele weitere. Der Untergrund besteht meistens aus Rasen oder Kunstrasen (zum Beispiel in Hallen), aber auch Sand oder Hallenböden sind möglich. Bei Turnieren gibt es feste Regelungen bezüglich der Größe, grundsätzlich jedoch keine. Des Weiteren schreiben einige Turniere die Mindestzahl an Deckungen auf einem Spielfeld vor, wie zum Beispiel die Millennium Series. In der hinteren Mitte der beiden Spielfeldhälften befindet sich eine rechteckige aufrecht stehende Flaggenstation. Diese besteht bei vielen Feldern meist improvisiert aus einem kurzen Segment eines Bauzauns.

## Spielverlauf

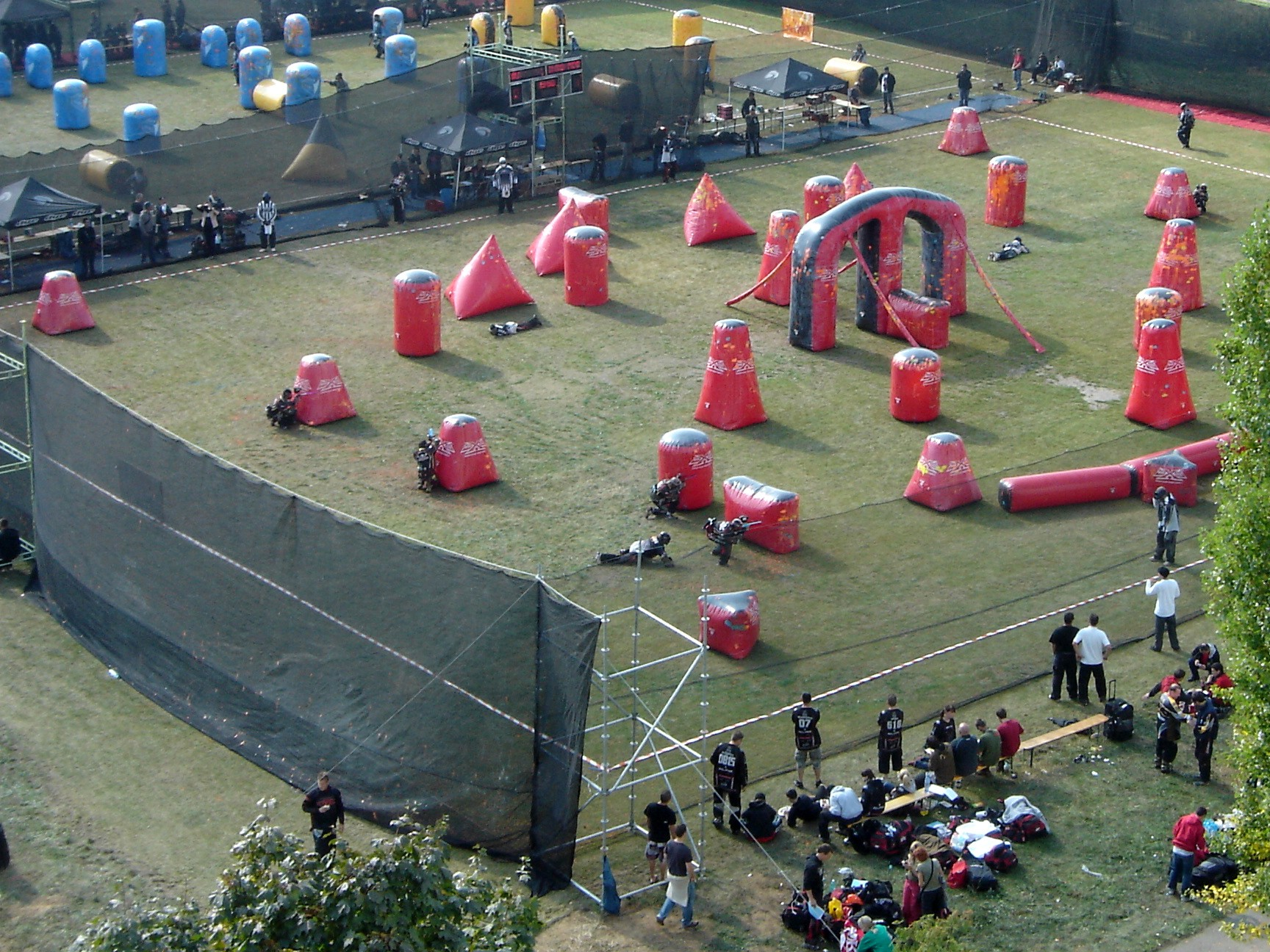
Ein laufendes SupAir-Spiel

Vor dem Spielstart müssen die Spieler mit ihrem Markierer ihre Flaggenstation berühren, um vorzeitiges gezieltes Feuern zu verhindern. Durch ein zuvor vereinbartes Signal wird das Spiel gestartet. Gespielt wird solange, bis eine Mannschaft komplett markiert wurde, eine Mannschaft die Flagge der Kontrahenten zu ihrem Flaggenpunkt gebracht hat oder die maximale Spieldauer abgelaufen ist. Wer markiert wurde, muss dies signalisieren (was meistens durch das Rufen von „Hit!“ und durch das Auflegen einer Hand auf den Kopf geschieht) und das Spielfeld sofort verlassen. Mannschaften erhalten Punkte durch das Markieren von Kontrahenten und das Erobern der Flagge, jedoch gibt das Markieren von Spielern weniger Punkte.

## Die Spielertypen
Wie man spielt, steht einem frei, jedoch haben sich die folgenden Spielerpositionen herausgebildet:
- Die Frontplayer (deutsch: Frontspieler) sollten sehr agil sein und sich für ihre Mannschaft vorarbeiten, indem sie schnell kurze Deckungssprünge machen, oder sich voran „schleichen“. Sie haben meist weniger Paintballs dabei, um weniger Angriffsfläche zu bieten und beweglicher zu sein.

- Die Centerplayer oder auch Midplayer (deutsch: Mittelfeldspieler) sind die Spieler, die je nach Bedarf die Aufgaben der anderen übernehmen, wenn diese zum Beispiel markiert wurden.

- Die Backplayer oder Coverplayer sind Spieler, die ihre Mannschaft vor allem durch Sperrfeuer und Kommunikation unterstützen. Sie rücken nur langsam vor und halten vor allem die gegnerischen Spieler in Schach, um den Frontplayer zu entlasten. Außerdem haben sie meistens die beste Übersicht, weshalb sie hauptsächlich für Ansagen (z. B. Spielerpositionen durchgeben und Spielzüge vorschlagen) zuständig sind.

## Verwendung
Das SupAir-Prinzip hat sich zu der Paintball-Spielvariante überhaupt entwickelt. Die meisten Regelwerke von Turnieren und Ligen bauen auf diesem Prinzip auf, z. B. die National Professional Paintball League und die Millennium Series.